# Непочтовая марка

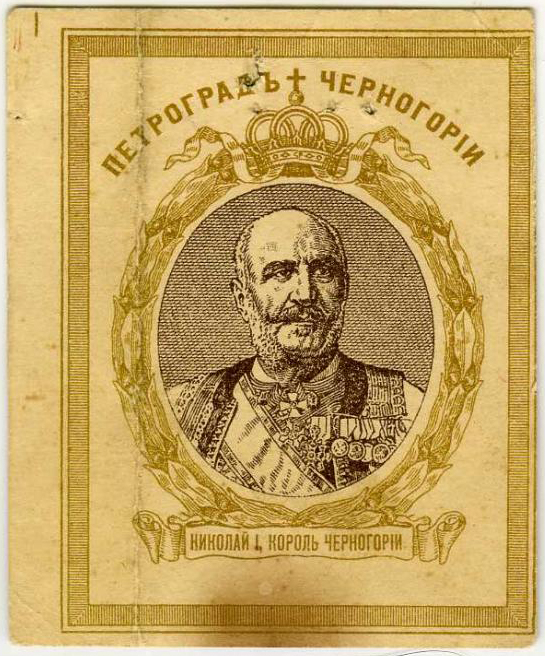
Россия: виньетка сбора помощи жертвам Первой мировой войны («Петроград Черногории»); относится к знакам добровольных сборов

Непочтовые марки — собирательное название знаков, не связанных с почтовым обращением и предназначенных для иных целей, например, для принудительного или добровольного сборов денежных средств от населения и юридических лиц, рекламы товаров и услуг, контроля и учёта и т. д.

## Терминология
В зарубежной практике для непочтовых марок чаще всего используются английские термины: «Cinderellas of Philately» («золушки филателии»), «cinderella stamps» («марки-синдереллы») или просто «cinderellas» («синдереллы»). Однако к «синдереллам» могут относить и марки местных и частных почтовых служб. Иногда встречаются прямые названия, соответствующие русскому понятию «непочтовые марки», — non-postage stamps и non-postal stamps.

## Типы непочтовых марок

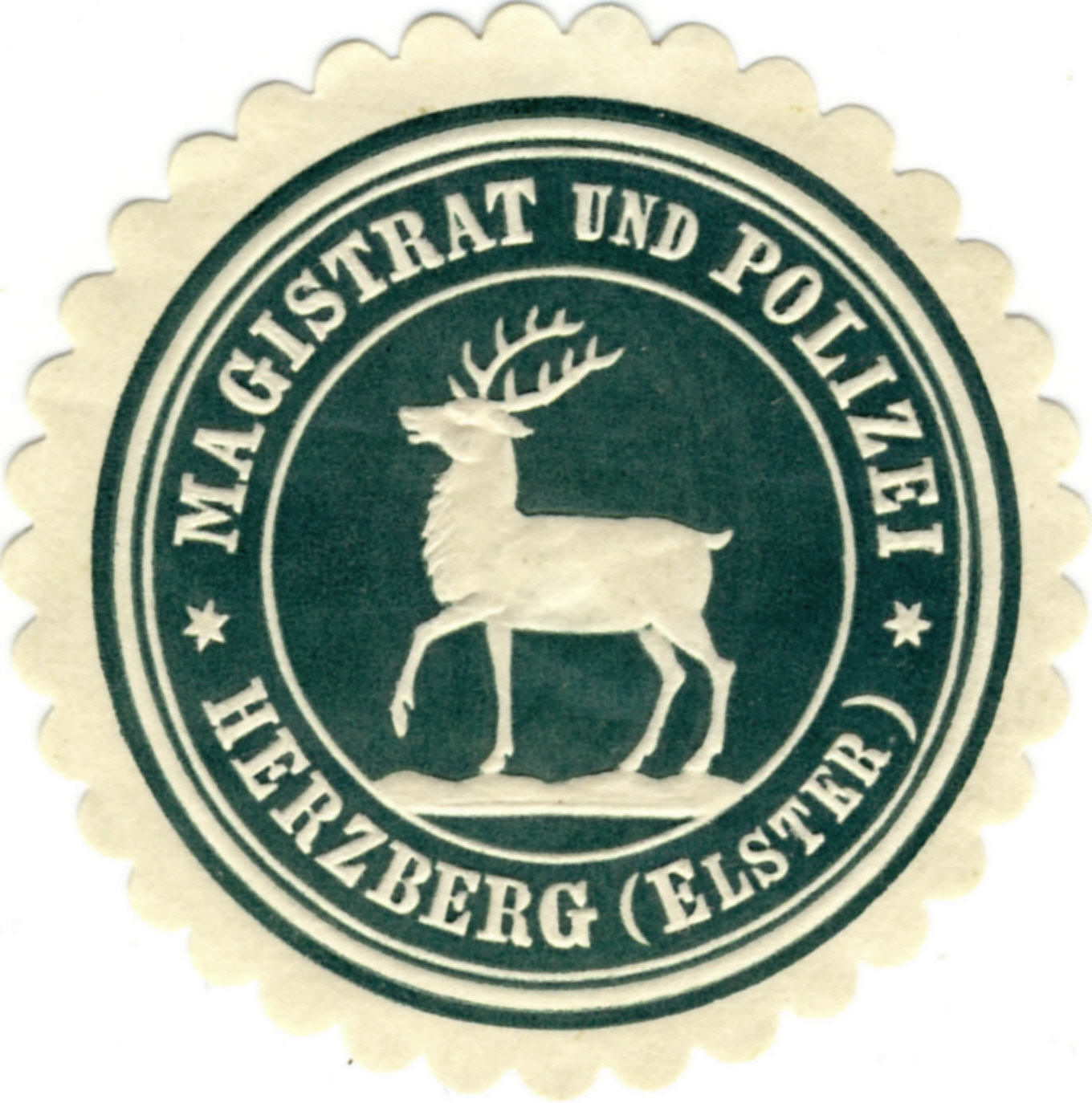
Облатка магистрата и полиции немецкого города Херцберг (Эльстер)

Согласно российскому собирателю и каталогизатору непочтовых марок Юрию Турчинскому, различают следующие типы непочтовых марок:
- марка — знак, имеющий информацию о его продажной или учётной стоимости;
- виньетка — знак памятного, рекламного или агитационного назначения, не имеющий информации о его стоимости;
- квитанция — знак, подтверждающий уплату денежных сумм целевым назначением. Известно применение при взимании штрафов, при обязательных и добровольных сборах;
- талон — знак, удостоверяющий право подателя на получение товара или услуги. Иногда так называется дубликат приходного документа, остающийся в корешке книжки;
- этикетка — знак, характеризующий содержание и стоимость упаковки товара;
- наклейка — дополнительный знак регистрационного или информационного назначения;
- облатка — знак отправителя наносимый на отправление.

Знаки размером более 100 мм называются листками.

## Описание и история
Непочтовые марки выделяют в отдельную группу марок-виньеток и им подобных знаков. Они, как правило, не служат для оплаты почтовой корреспонденции, хотя и могут распространяться через почтовые учреждения. Средства, собранные от продажи этих марок, перечисляются на благотворительные цели — на поддержку государственных ссудных касс (Франция, 1927), почтовых работников, больных туберкулёзом (Греция, 1940) и т. д. Первые благотворительные марки появились в 1904 году в Дании для сбора денег в фонд борьбы с туберкулёзом. Марки поступали в продажу к Рождеству и поэтому назывались дат. «Julmarken» («рождественские марки»). Впоследствии такие марки стали выпускать в других странах и называть их англ. «Seals», «Christmas seals». Покупать благотворительные марки было делом добровольным, но в ряде стран, обычно в какой-то промежуток времени, такие марки распространялись в обязательной продаже. Первые благотворительные марки обязательного приобретения появились в Португалии в 1911 году для фонда помощи бедным. В РСФСР покупка этих марок имела добровольный характер.
Благотворительные марки наклеивали на письмах вместе с почтовыми, в результате чего их также могли погасить почтовым штемпелем, и это может ввести в заблуждение неопытных филателистов, принимающих благотворительные марки за почтовые. Это же может случиться и с рекламными марками-виньетками, которые тоже могут иногда наклеивать на письма.
Рекламные виньетки интересны своей графикой и несут информацию о разнообразных событиях — выставках (в том числе филателистических), международных ярмарках, спортивных играх и т. п. Существует большое множество агитационных марок-виньеток, например: «Боритесь с лесными пожарами!», «Изучайте международный язык эсперанто» и др.
Особый интерес вызывают агитационные марки-виньетки политического, пропагандистского характера, появившиеся, например, в годы Первой мировой войны. Они выпускались с обеих воюющих сторон и призывали к победе над врагами. Не менее интересны благотворительные марки-виньетки революционного содержания. Так, в 1912 году выходили марки с портретами Карла Маркса и надписью (на трёх языках): «РСДРП. На избирательную кампанию». Они служили для сбора большевиками средств на агитацию во время выборов в Государственную думу. Марки были изготовлены в Швейцарии и распространялись не только за границей, но и в России в условиях преследования со стороны полиции и сыскного отделения. Примерно тогда же в Латвии были выпущены другие марки с изображением К. Маркса и лозунгом «Пролетарии всех стран, соединяйтесь!». Их отпечатали подпольно в пользу ссыльных и каторжан. В 1970 году Французской коммунистической партией были изданы благотворительные марки-виньетки с портретом В. И. Ленина. Собранные при этом средства направлялись в кассу Французской коммунистической партии.
Непочтовые марки — это малоформатные знаки, выполненные графическими методами на бумаге или картоне различных сортов и толщины и изданные определённым тиражом. Знаки, выполненные из других материалов (текстиль, пластмасса, металл), могут включаться в коллекцию, но только в том случае, если часть тиража выполнена на бумаге или картоне. Непочтовые марки могут издаваться с зубцами, с просечкой, с клеем на оборотной стороне или без них.
Хотя непочтовые марки не являются знаками почтовой оплаты, однако известны случаи, когда непочтовые марки употреблялись в качестве почтовых (например, сберегательные и контрольные марки РСФСР 1918—1920 годов), наклеивались на почтовые отправления и гасились почтовыми штемпелями.

## Классификация
Многообразие типов и видов непочтовых марок классифицируется согласно их предназначению и другим признакам. Наиболее полные и подробные классификации непочтовых знаков были составлены российскими коллекционерами и исследователями Ю. Турчинским и Ю. Кочетковым.

## Коллекционирование

### Эрринофилия
Непочтовые марки являются предметом собирательства и изучения особой области коллекционирования — эрринофилии, а также частично филателии, бонистики и фалеристики. Интерес к их собиранию проявляли задолго до издания первых почтовых марок. Критерия сохранности для непочтовых марок не существует, в коллекцию могут включаться знаки любого состояния. Это объясняется тем, что многие из них сохранились в единичных экземплярах, поскольку, выполнив свою основную функцию, они обычно уничтожались или выбрасывались.
В собирательстве непочтовых марок также выделяют подраздел коллекционирования различных маркированных документов, на которых имеются непочтовые знаки в наклеенном или напечатанном виде.

### Коллекционная ценность
В мире всего насчитывается порядка 11—13 тысяч основных видов непочтовых марок, из которых треть или даже половина — редкости. Это обусловлено главным образом двумя факторами:
- коллекционирование непочтовых знаков в первой половине XX века было в целом весьма редким явлением,
- было уничтожено большое количество маркированных документов.

Ценность тех или иных непочтовых коллекционных материалов зависит от уровня спроса на них на рынке и степени их проработанности (каталогизации).

### Филателистические аспекты
С филателистической точки зрения обычно считалось, что непочтовые знаки могут быть объектами филателистических коллекций только тогда, когда они встречаются на почтовых отправлениях. Однако 25 ноября 1991 года Международная федерация филателии (ФИП) внесла в свой выставочный регламент текст специального регламента для экспонатов класса «Ревеню» («Revenue»). При этом некоторые виды непочтовых марок были допущены для экспонирования на филателистических выставках ФИП. Согласно этому регламенту, группу коллекционных знаков класса «Ревеню» образуют фискальные (налоговые, пошлинные) и кредитные марки:

Статья 2: Конкурсные экспонаты
2.1 Конкурсные экспонаты
Экспонаты данного класса содержат тиснёные, отпечатанные (на документах) или наклеиваемые налоговые, пошлинные и кредитные марки, изданные непосредственно государственными, муниципальными или посредническими органами (администрацией).
2.2 Налоговые марки
Марки, изданные для оплаты или для констатации оплаты или освобождения от налога, сборов или других фискальных обложений, называются «налоговыми марками».
2.3 Пошлинные марки
Марки, предназначением которых является фиксация уплаты пошлин различного назначения или освобождения от них, называются «пошлинными марками».
2.4 Кредитные марки
Марки, изданные для регистрации денежных кредитных операций, называются «кредитными марками».
Оригинальный текст (англ.)
2.1 Competitive Exhibits
A revenue exhibit comprises embossed, imprinted or adhesive tax, fee or credit stamps issued by or under the origination authority of a state or municipal or intermediate governmental authority. Such exhibits will display one or more such type of stamp, and where appropriate will explain, and in any event will make suitable reference to, the reasons for and where necessary the regulations relating to the services, transactions of other matter being considered.
2.2 Tax Stamps
Stamps issued for the payment of, or for noting matters relating to, the payment of or exemption from a tax, levy or other fiscal imposition or duty are «tax stamps».
2.3 Fee Stamps
Stamps the purpose of which is to record payment of or exemption from a fee for which some service is to be or has been rendered are «fee stamps».
2.4 Credit Stamps
Stamps issued to denote some monetary or fiscal credit in favour of the purchaser his principal or assignee are «credit stamps».

### Объединения

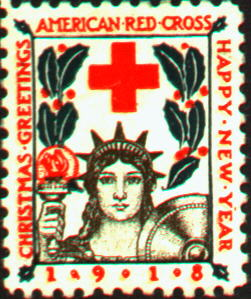
Благотворительная рождественская виньетка США (1918)

Существуют организации коллекционеров непочтовых марок, например, Клуб марок-синдерелл, созданный в Великобритании, и Клуб марок-синдерелл Австралии (Cinderella Stamp Club of Australasia). Коллекционеры фискальных марок объединены в более узкоспециализированные общества.

### Российский опыт
Первые коллекции непочтовых марок в России начали появляться во второй половине XIX века, а в 1924 году они получили значительное внимание и высокие награды на первой Всесоюзной выставке по филателии и бонам в Москве. В частности, большой золотой медали был удостоен экспонат В. В. Веркмейстера «Гербовые и фискальные марки России, РСФСР, СССР». Малой золотой медалью была награждена коллекция М. Б. Наркевича «Благотворительные марки» и бронзовой медалью — собрание В. Т. Пятенция «Благотворительные марки России». Интерес к «непочтовкам» был в определённой степени вызван тем, что в первое десятилетие Советской власти их выпуск был довольно бесконтрольным и это привело к появлению большого количества виньеток советского периода, а также надпечаток (включая период Гражданской войны).
Тем не менее коллекционирование непочтовых знаков в СССР не получило должного распространения, их собирателей было очень мало (в сравнении с филателистами и последователями других популярных и признанных видов коллекционирования), были утеряны многие общественные и личные архивы вместе с множеством маркированных документов непочтового характера.
Дальнейшее развитие этого направления коллекционирования тормозилось также и нехваткой специальной литературы и каталогов. Известны лишь перечни и каталоги отдельных категорий непочтовых марок, отпечатанные машинописным способом на правах рукописи. По гербовым маркам таковыми были исследования В. Б. Сафронеева (Киев), Д. Харитонова (Пермь), А. Е. Руденко (Севастополь), по знакам добровольных сборов — Е. Е. Стефаневского (Харьков), В. А. Чеснокова и В. В. Нейзеля (Санкт-Петербург). Отдельные статьи о непочтовых марках публиковались в сборнике «Советский коллекционер» и журнале «Филателия».
В начале 1990-х годов была образована Инициативная группа по знакам ревеню при Союзе филателистов России в составе московских собирателей А. Е. Бова, А. Н. Лукьянова и Ю. П. Турчинского, которой поручили создание первого каталога отечественных знаков ревеню. Базой для составления каталога-справочника послужили разработки коллекционеров предшествующего поколения, учтена была также информация, содержащаяся во французском каталоге фискальных марок всего мира Форбена (1915 года издания) и в публикациях отечественной и зарубежной филателистической периодики. Результатом работы Инициативной группы стал «Каталог-справочник отечественных непочтовых марок», который печатался на страницах журнала «Филателия» с 1996 года.